# مارگو بنت
مارگو بنت (انگلیسی: Margot Bennett؛ زادهٔ ۱۹ فوریهٔ ۱۹۳۵) بازیگر اهل ایالات متحده آمریکا است. وی دانش‌آموختۀ مدرسۀ تئاتر کارنگی ملون است.
از فیلم‌هایی که وی در آن‌ها نقش داشته‌است، می‌توان به ای مرد خوش‌شانس! اشاره نمود.